# Долинівка (Білогірський район)
Доли́нівка (до 1945 року — Ескі́-Бурулча́, крим. Eski Burulça, «Стара Бурулча») — село в Україні, у Білогірському районі Автономної Республіки Крим.
Підпорядковане Цвіточненській сільській раді.
Відстань від райцентру до населеного пункта становить 20 кілометрів по прямій.
У травні 2024 року розпочалося будівництво мечеті.